# Irène Joliot-Curie
Irène Joliot-Curie (Parigi, 12 settembre 1897 – Parigi, 17 marzo 1956) è stata una chimica e fisica francese.
Nel 1935 fu la seconda donna a ricevere il premio Nobel per la chimica, dopo la madre Marie Curie che lo ricevette nel 1911. Si dovette attendere 29 anni prima che una terza donna, Dorothy Crowfoot Hodgkin ottenesse di nuovo un Nobel per la chimica.

## Biografia
Figlia primogenita di Pierre e Marie Curie, sorella di Ève Curie. Irène sposò nel 1926 il fisico Frédéric Joliot dal quale ebbe due figli, divenuti anche loro scienziati, Hélène Langevin-Joliot (1927), fisica nucleare, e il biochimico Pierre Joliot (1932). Con il matrimonio cambiarono entrambi i loro cognomi in Joliot-Curie. Entrambi i coniugi vennero insigniti nel 1935 del premio Nobel per la chimica per la scoperta della radioattività artificiale.
Durante la prima guerra mondiale, insieme con la madre Marie, prestò servizio presso gli ospedali da campo istituiti dalla stessa madre, assistendola nell'esecuzione di lastre ai raggi X per i feriti di guerra. La tecnologia ancora non molto sviluppata le espose però a grandi dosi di radiazioni. Terminata la guerra Irène tornò a Parigi a studiare all'Istituto del Radio (Istituto Curie), struttura fondata dai suoi genitori, arrivando a conseguire il dottorato in scienze nel 1925.
Dal 1928 Irène e Frédéric unirono i loro studi e conoscenze nell'ambito dei nuclei atomici arrivando a identificare sperimentalmente sia il positrone che il neutrone, benché non siano riusciti a interpretare i risultati della scoperta che fu successivamente legata ai nomi rispettivamente di Carl Anderson e James Chadwick. È nel 1934 che Irène e Frédéric faranno la scoperta che li porterà alla vittoria del Nobel e li renderà famosi: sulla base del lavoro di Marie e Pierre Curie, che isolarono alcuni elementi radioattivi naturali, riuscirono a effettuare la trasmutazione di alcuni elementi (quali boro, alluminio e magnesio) in isotopi radioattivi sintetici. Questa originale scoperta sarà successivamente destinata a spianare la strada allo sviluppo della sintesi di radioisotopi, che risulteranno di importante applicazione in ambiti quale quello medico.
Venne nominata Ufficiale della Legion d'Onore.
Irène morì di leucemia, causata dalla forte e prolungata esposizione a radiazioni ionizzanti dovuta al suo lavoro, il 17 marzo 1956 a Parigi. Due anni dopo per le stesse cause morì anche suo marito.